# Пустовойты
Пустово́йты (укр. Пустовійти) — село на Украине, находится в Хмельницком районе Винницкой области.
Код КОАТУУ — 0524885801. Население по переписи 2001 года составляет 575 человек. Почтовый индекс — 22036. Телефонный код — 4338.
Занимает площадь 1,5 км².

## Религия
В селе действует храм Апостола и Евангелиста Иоанна Богослова Хмельницкого благочиния Винницкой епархии Украинской православной церкви.

## Известные люди
В селе родился Тарновский, Анатолий Николаевич (1926—1989) — Герой Социалистического Труда (1974).

## Адрес местного совета
22036, Винницкая область, Хмельницкий р-н, с. Пустовойты, ул. Ленина, 108а